# Кот в сапогах: Последнее желание
«Кот в сапога́х: После́днее жела́ние» (англ. Puss in Boots: The Last Wish) — американский компьютерно-анимационный приключенческий фильм, созданный киностудией «DreamWorks Animation» и выпущенный «Universal Pictures». Продолжение мультфильма «Кот в сапогах» (2011), шестая кинокартина в серии мультфильмов «Шрек» и по совместительству её мягкая перезагрузка. Снятый режиссёром Джоэлем Кроуфордом и сорежиссёром Хануэлем Меркадо по сценарию Пола Фишера, Томми Свердлоу и Тома Уилера, мультфильм основан на персонаже, впервые представленном в мультфильме «Шрек 2» (2004) и вдохновлённом главным героем одноимённой сказки. Антонио Бандерас и Сальма Хайек Пино вернулись к своим ролям Кота в сапогах и Кисы Мягколапки соответственно, в то время как второстепенные роли озвучили Харви Гильен, Флоренс Пью, Оливия Колман, Рэй Уинстон, Самсон Каё, Джон Малейни, Вагнер Моура, Давайн Джой Рэндольф и Энтони Мендес. По сюжету после событий мультфильма «Шрек навсегда» (2010) Кот, заручившись поддержкой Кисы и Перрито, отправляется на поиски Звезды Желаний, чтобы загадать «последнее желание» и вернуть себе восемь из девяти своих жизней. Помимо них за Звездой охотятся и другие сказочные персонажи, в то же время по следу самого Кота идёт жуткий волк (он же смерть).
О планах на сиквел «Кота в сапогах» стало известно ещё в ноябре 2012 года, однако проект попал в производственный ад, в котором пребывал до ноября 2018 года, когда его исполнительным продюсером стал основатель и глава студии «Illumination» Крис Меледандри. В феврале 2019 года появилась информация о том, что у руля проекта встанет Боб Персичетти, сорежиссёр мультфильма «Человек-паук: Через вселенные» (2019) студии «Sony Pictures Animation». Кроуфорд и Меркадо стали режиссёрами ленты в марте 2021 года. Сюжет вдохновлён фильмами в жанре спагетти-вестерн, в частности кинокартиной «Хороший, плохой, злой» (1966). Визуальный стиль был разработан под впечатлением от «Человека-паука: Через вселенные». С помощью новой технологии создателям удалось создать стиль, уподобляющийся сказочной истории и отличающийся в плане картинки от предыдущих произведений франшизы «Шрек».
В связи с перестройкой внутри «DreamWorks» премьера мультфильма «Кот в сапогах: Последнее желание» неоднократно переносилась, но всё-таки состоялась 13 декабря 2022 года в Линкольн-центре в Нью-Йорке, а в прокат США картина вышла 21 декабря. Проект был удостоен восторженных отзывов критиков и преуспел в прокате, собрав $484,6 млн по всему миру при бюджете $90–110 млн и став таким образом 10-м самым кассовым фильмом 2022 года. Мультфильм получил номинацию на 95-й церемонии вручения премии «Оскар» в категории «Лучший анимационный фильм», а также был номинирован на премии «Золотой глобус», «Выбор критиков» и «BAFTA».

## Сюжет
Кот в сапогах устраивает вечеринку в особняке губернатора города Дель-Мар. Внезапно прибывает губернатор, и приказывает убить Кота. Сражаясь с охраной губернатора, Кот случайно пробуждает земляного великана, которого решает атаковать. Ему удаётся оглушить гиганта, однако вскоре после этого его давит колокол. Проснувшись в кабинете врача, Кот узнаёт, что он потратил все восемь жизней, и что у него осталось всего одна. Врач рекомендует Коту уйти на пенсию и даёт ему визитку дома Мамы Луны, но Кот отказывается туда идти. После этого, Кот отправляется в бар, где встречает волка в чёрном балахоне с серпами, который заявляет, что пришёл за ним. Считая его охотником за головами, Кот атакует Волка, но проигрывает дуэль, теряет шпагу и, почувствовав страх, сбегает из бара через канализацию.
Поняв, что теперь опасно сражаться, Кот отправляется к Маме Луне. В её саду, Кот хоронит плащ, шляпу и сапоги, после чего приходит к Маме Луне, где получает имя «Огурчик». Проведя в приюте достаточно много времени, Кот знакомится с Перрито, оптимистичным псом, замаскированным под кошку. Перрито желает сдружиться с Котом, но внезапно на приют нападает преступный клан «Златовласка и три медведя», ищущие Кота, однако находят только его могилу. Узнав от них, что они желали нанять его для кражи карты Звезды Желаний у «Верзилы» Джека Хорнера, владельца собственной пекарни и коллекционера магических артефактов, Кот откапывает свои вещи, и отправляется за картой.
Тем временем Джек Хорнер получает карту у сестёр Серпентари. Пробравшись в особняк Джека с помощью Перрито, Кот крадёт карту, однако её перехватывает Киса Мягколапка, недовольная присутствием Кота. В то же время на особняк Джека нападают Златовласка и медведи, и после небольшого сражения, Кот и Киса сбегают из пекарни с картой.
Джек Хорнер собирает «Булочную банду», берёт с собой множество магических артефактов и отправляется за картой. В то же время, Кот, Киса и Перрито прибывают к Тёмному лесу, через который предстоит путь до Звезды. Попав на магическую поляну, которая превращается в различные пейзажи в зависимости от владельца карты, герои отдают карту Перрито, так как он —самый спокойный и уравновешенный из них, и отправляются дальше. Тем временем, Джек Хорнер и Злата с медведями также попадают в Тёмный лес, и начинают догонять героев. По пути, Киса сбривает Коту бороду, и Кот избавляется от палки, которую он использовал в качестве замены шпаги, но Перрито бросается за ней, в результате чего его ловит Джек. Вскоре после этого вмешивается Злата и её банда, и начинается битва за карту. Среди суматохи Кот снова видит волка в балахоне и в страхе убегает, отвлекая Кису, что позволяет Злате получить карту. Перрито находит кота, и успокаивает его. Кот рассказывает, что Киса ныне не доверяет ему, после того, как он, в день их свадьбы, бросил её у алтаря в Санта-Коломе, и что он очень сожалеет об этом. Киса подслушивает их разговор и позже заявляет Коту, что она также не пришла, понимая, что не сможет побороть эгоизм Кота.
Вдвоём, Коту и Кисе удаётся забрать карту у медведей и Златы. По мере того, как измерение трансформируется, Злата перехватывает Перрито, в то время, как Кот случайно оказывается заточён в «Пещере потерянных душ» после прикосновения к карте. Он просит Кису освободить Перрито, в то время как сам отправляется в глубь пещеры. Внутри пещеры Кот встречает хрустальные отражения своих прошлых жизней, которые насмехаются над ним за то, что он изменил своё мировоззрение. Внезапно появляется волк в балахоне и раскрывает свою истинную сущность воплощения Смерти, и что он пришёл за Котом, считая, что Кот не достоин девятой жизни, при этом безрассудно потеряв восемь из них. В страхе Кот поспешно убегает с картой, за чем Киса и Перрито наблюдают издалека. Тем временем Злата раскрывает медведям, что хотела бы иметь человеческую семью, разочаровывая медведей, которые, тем не менее, были ей преданы и считали её частью своей семьи.
Попав на Звезду Желаний, Кот пытается загадать желание, но его прерывает прибывшая Киса вместе с Перрито. Киса разочаровывается в Коте, считая, что он всё такой же эгоист, каким и был в их последнюю встречу. Внезапно на Звезду прибывают Злата с медведями, а также Джек. Во время сражения, Киса выталкивает Джека в его волшебную бездонную сумку, Злата спасает Медвежонка, когда его почти сбрасывает со звезды, в то время как Перрито удаётся убедить Кота, что одной жизни достаточно. Спустя несколько мгновений появляется Смерть, и возвращает Коту его шпагу, вызывая на последнюю дуэль. Между Котом и Смертью вспыхивает ожесточённая дуэль, и Коту удаётся обезоружить волка, после чего он смело заявляет, что хотя и знает, что никогда не сможет по-настоящему победить Смерть, он никогда не перестанет бороться за свою последнюю оставшуюся жизнь. Смерть неохотно решает пощадить Кота, отмечая, что он больше не видит в Коте того «надменного Кота-легенду», считающего себя бессмертным. Волк желает Коту спокойно прожить последнюю жизнь, напоминая, что вскоре они встретятся снова, после чего уходит.
Тем временем Джек, съевший волшебное печенье роста, вылезает из сумки и забирает карту у Кота и Кисы. Когда он пытается загадать желание, Перрито отвлекает его, в результате чего карта попадает в лапы Кота, Кисы и Златы. Одновременно отрёкшись от своих желаний, они разрывают Карту, уничтожая Звезду Желаний. При этом погибает и Джек. После этого Злата наконец соглашается признать медведей своей семьёй и отправляется завладевать пекарней Джека, в то время как Кот примиряется с Кисой, обещая совместную жизнь.
Некоторое время спустя герои, теперь известные как «Команда дружба», угоняют корабль губернатора Дель-Мара и отправляются в плавание. Перрито спрашивает о том, куда они направляются, на что Кот отвечает, что, помимо приключений, они отправляются к его старым друзьям в Тридевятое королевство.

## Роли озвучивали

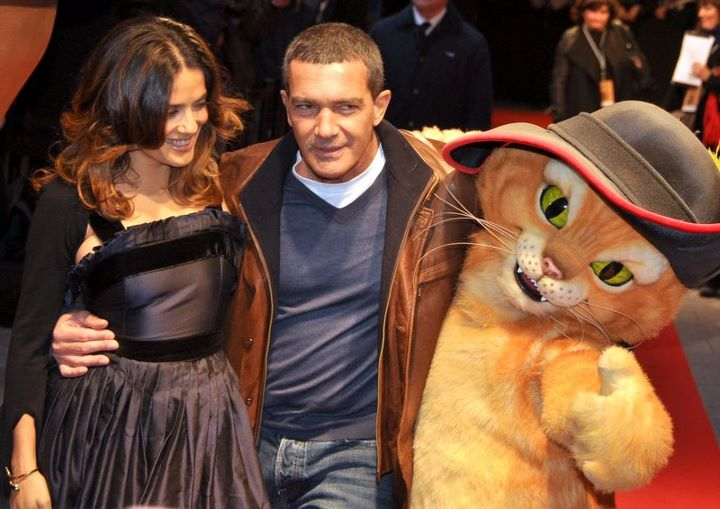
Слева направо: Сальма Хайек, Антонио Бандерас и маскот Кота в сапогах на премьере первого мультфильма

- Антонио Бандерас — Кот в сапогах, дерзкий кот, лишившийся восьми из девяти жизней. В кошачьем приюте Мамы Луны Коту дают имя «Огурчик»[7].
- Сальма Хайек Пино — Киса Мягколапка, двухцветная кошка и бывшая невеста Кота. Её цель — найти того, кому она сможет доверять[8][9].
- Харви Гильен — Перрито, дружелюбный и наивный пёс, который хочет стать собакой-терапевтом[8].
- Флоренс Пью — Златовласка, или Злата, глава семейной ОПГ «Златовласка и три Медведя», которая хочет использовать «последнее желание», чтобы вернуть свою биологическую семью[10].
  - Кейли Кроуфорд — маленькая Златовласка
- Оливия Колман — Мама-медведица, жена Папы-медведя, мать Мишутки и мачеха Златовласки[8].
- Рэй Уинстон — Папа-медведь, муж Мамы-медведицы, отец Мишутки и отчим Златовласки[8].
- Самсон Каё — Мишутка, сын Папы-медведя и Мамы-медведицы и приёмный брат Златовласки[8].
- Джон Малейни — «Верзила» Джек Хорнер, внушающий страх владелец сети пекарен и криминальный авторитет, желающий использовать Звезду Желаний с целью владеть всей магией. Он собирает множество различных волшебных предметов, существ и людей; в детстве был известен под именем «Крошка» Джек Хорнер[10]. Руководит бандой наёмников, называющих себя «Булочной бандой».
- Вагнер Моура — Волк / Смерть[d], волк в чёрной накидке, который сначала кажется Коту охотником за головами и лишь позднее раскрывает, кто он на самом деле. Он собирается убить Кота, таким образом наказав его за растрачивание восьми жизней из девяти и выполнив таким образом свою работу. Вооружён двумя серпами, с помощью которых может создать двухклинковую глефу[10].
- Давайн Джой Рэндольф — Мама Луна, пожилая кошатница, приютившая Кота[11].
- Энтони Мендес — Доктор, сообщающий Коту о его восьми смертях и советующий уйти на пенсию.
- Кевин Маккэнн — Кузнечик-совесть, кузнечик, пытающийся быть «совестью» Джека Хорнера[12].
- Бернардо де Паула — губернатор Дель Мара
- Бетси Содаро и Артемис Пебдани — Джо и Жан Серпентари, сёстры-преступницы, доставляющие Джеку карту Звезды Желаний.
- Конрад Вернон — Пряня
- Коуди Кэмерон — Пиноккио

Кроме того, в небольших флешбэках фигурируют Шрек и Осёл, а также Имельда из мультфильма «Кот в сапогах»; в книге, которую читает Злата в одной из сцен, присутствует имя Шалтая Александра Болтая.

## Русский дубляж
Официальный русский дубляж, транслировавшийся в странах постсоветского пространства, был сделан на грузинской студии Bravo Records.
- Андрей Бибиков[13] — Кот в сапогах[14]
- Диана Нерсесова[13] — Киса Мягколапка
- Антон Кобылко[13] — Перрито
- Елизавета Эбаноидзе[13] — Златовласка
- София Габелия — Мама-медведица
- Олег Мчедлишвили — Папа-медведь
- Леван Гочелашвили — Мишутка
- Георгий Вардиашвили[13] — «Верзила» Джек Хорнер
- Станислав Шапкин — Смерть
- Катя Хейфец — Мама Луна
- Сергей Шведков — Доктор
- Александр Жданович — Кузнечик-совесть
- Владимир Новосардов — губернатор Дель Мара
- Григорий Лайков — Пиноккио

## Производство

### Замысел
В ноябре 2012 года исполнительный продюсер Гильермо дель Торо сказал, что пара набросков сиквела уже готова и что режиссёр Крис Миллер хотел бы отправить Кота в приключение по «экзотическим местам». В апреле 2014 года голос Кота Антонио Бандерас заявил, что работа над сиквелом только началась. 12 июня 2014 года было объявлено название мультфильма: «Кот в сапогах 2: Девять жизней и сорок разбойников». В марте 2015 года Бандерас заявил в интервью, что сценарий находится на стадии реструктуризации и что в мультфильме может появиться Шрек.
6 ноября 2018 года «Variety» объявило, что Крису Меледандри было поручено стать одним из исполнительных продюсеров мультфильмов «Шрек 5» и «Кот в сапогах 2» с возвращением прежних актёров. 26 февраля 2019 года было подтверждено, что продолжение все ещё находится в разработке, и Боб Персичетти должен был срежиссировать мультфильм, работая под надзором со стороны продюсера первой части Латифы Оау и Меледандри; Персичетти также работал над первым мультфильмом в качестве главы истории. 19 августа 2020 года «DreamWorks» зарегистрировала товарный знак «Кот в сапогах: Последнее желание» в качестве нового названия сиквела, утвердив его 20 декабря 2020 года. В марте 2021 года Джоэль Кроуфорд, ранее руководивший мультфильмом «DreamWorks» «Семейка Крудс: Новоселье», сменил Персичетти на посту режиссёра, к нему присоединились сорежиссёр Хануэль Меркадо, продюсер Марк Свифт и сценарист Пол Фишер. Полный актёрский состав мультфильма был объявлен в марте 2022 года: помимо вернувшейся Кисы Мягколапки в исполнении Сальмы Хайек (в титрах: «Сальма Хайек Пино») были введены новые персонажи, которых озвучили Харви Гильен, Флоренс Пью, Оливия Колман, Рэй Уинстон, Самсон Каё, Джон Малейни, Вагнер Моура, Давайн Джой Рэндольф и Энтони Мендес.

### Написание сценария

Кадр из сцены, в которой Перрито успокаивает Кота, у которого паническая атака, на разных стадиях производства. Сверху вниз: раскадровка, скриншот из анимации без рендера и скриншот из итоговой версии мультфильма

Помимо сохранения взрослого юмора предыдущих картин Кроуфорд также хотел придать мультфильму более мрачную атмосферу, поместив в центр внимания смертность Кота и страх смерти и используя концепцию с последней жизнью Кота как точку истории о том, как важно ценить жизнь. По мнению Свифта, исследовать более мрачные темы, чем у предшественников, помогло то, что на момент старта производства франшизе «Шрек» было уже более двадцати лет. Он вдохновлялся сказками братьев Гримм, которые считал «поучительными историями, которые уводят в темноту, заставляя ценить свет». Это также повлияло на решение показать Смерть в образе волка, поскольку в сказках братьев Гримм волки обычно являются «олицетворением страха». Также создатели вдохновлялись фильмами в жанре спагетти-вестерн и тем, как они находили баланс между различными настроениями. По их словам, в большей степени на них повлиял фильм «Хороший, плохой, злой» (1966).
По словам Кроуфорда, он хотел, чтобы, как и в мультфильме «Шрек» (2001), юмор был «на грани», рассчитывая таким образом отдать дань уважения тому, за что зрители любят прошлые картины, но в то же время он желал создать для франшизы нечто новое вместо того, чтобы идти по уже протоптанной тропе. Ему также было интересно включить в проект больше персонажей франшизы и при этом сделать это не в ущерб сюжету. По словам режиссёра, «одной ногой „Кот в сапогах“ находится в сказочном мире „Шрека“, а другой — в мире спагетти-вестернов»; его желание найти баланс между этими двумя мирами повлияло на определённые творческие решения.
Создавая вступительную сцену, продюсеры не хотели просто заново представлять персонажа целевой аудитории, но вместе с ним «[показать] ещё и мир, в котором этот персонаж живёт», приписав ему роль знаменитости, в чём сценаристы вдохновлялись образом Мика Джаггера. Кроуфорду хотелось, чтобы Кот в мультфильме начинал как тот, кому приходится столкнуться со своей уязвимостью. Свифт описал сюжет как историю Кота, «[вынужденного] найти ответ на вопрос: кто я такой без всего, что люди во мне ценят?» Идея сцены с панической атакой Кота появилась после того, как создатели посчитали, что на словах персонаж «не очень-то искренне» говорит о своей смертности, и рассматривали паническую атаку как «естественный момент», который и вынуждает Кота «сбросить маску героя, что храбро служит миру». Вдохновение для данной сцены Кроуфорд и художник-раскадровщик Тейлор Мичем черпали из своего жизненного опыта.

### Анимация и дизайн
Как и в случае с предыдущей работой «DreamWorks», мультфильмом «Плохие парни» (2022), дизайн был вдохновлён картиной «Sony Pictures Animation» «Человек-паук: Через вселенные» (2018), а художник-постановщик Нейт Регг предложил сделать так, чтобы мультфильм был похож на иллюстрации из книг сказок. При использовании новой технологии команда сосредоточилась на создании живописного дизайна, передающего атмосферу сказочного мира, отличного от показанного в «Шреке» и созданного ныне закрытой студией Pacific Data Images.

### Музыкальное сопровождение
Эйтор Перейра написал музыку к мультфильму, заменив композитора первой части Генри Джекмана. Кроме того, Кароль Джи, Дэниел Овиедо, Перейра, Пол Фишер, Дэн Наварро и Габи Морено написали три оригинальные песни. Кароль Джи исполняет песню «La Vida es Una», написанную ей в соавторстве с Дэниелом Овиедо и вышедшую 8 декабря 2022 года, в то время как Перейра написал песни «Fearless Hero» (в соавторстве с Наварро и Фишером, исполняет Антонио Бандерас) и «Por Que Te Vas» (в соавторстве с Морено, исполняет она же). Лейбл Back Lot Music выпустил альбом саундтреков 16 декабря 2022 года параллельно с релизом кавера Наварро на песню «This Is the End» группы The Doors. В мультфильме также использованы треки «Obliged to Help» и «The End / Happily Ever After» из саундтрека мультфильма «Шрек 2» (2004) за авторством Гарри Грегсона-Уильямса.

## Премьера

### Кинопрокат
Премьера мультфильма «Кот в сапогах: Последнее желание» состоялась 13 декабря 2022 года в Линкольн-центре в Нью-Йорке, а в кинотеатрах США он вышел 21 декабря 2022 года. Первоначально мультфильм планировалось выпустить 2 ноября 2018 года, но он был отложен до 21 декабря 2018 года. В январе 2015 года проект был исключён из графика выпуска в связи с перестройкой внутри «DreamWorks Animation» и новыми планами по выпуску двух мультфильмов в год. В марте 2021 года, когда проект снова начал подавать признаки жизни, релиз был назначен на 23 сентября 2022 года, однако позднее был перенесён на декабрь, сместив со своей финальной даты мультфильм «Illumination» «Братья Супер Марио в кино». 26 ноября 2022 года в избранных кинотеатрах прошли однодневные публичные показы мультфильма. В странах СНГ премьера состоялась 29 декабря.
14 июня 2022 года на Международном фестивале анимационных фильмов в Анси были показаны первые тридцать минут картины. Критики отметили более тёмный тон по сравнению с первой частью, режиссёр Джоэль Кроуфорд согласился с ними, отметив, что «страх Кота перед смертью — основной двигатель сюжета».
В мультфильме также впервые была показана новая заставка «DreamWorks Animation», в которой появляются персонажи из франшиз «Плохие парни», «Как приручить дракона», «Кунг-фу панда», «Босс-молокосос», «Тролли» и «Шрек», а на фоне звучит ремастер фанфары 2010 года от Гарри Грегсона-Уильямса, совмещённый с некоторыми элементами фанфары 2019 года от Джона Пауэлла; продюсером выступила Сюзанн Бёрги, а художником-постановщиком — Кендалл Кронкхайт.

### Маркетинг
Первый трейлер фильма должен был выйти 15 марта 2022 года, а реклама в социальных сетях началась с 7 марта, отсчитывая восемь дней до выпуска трейлера, раскрывая различные способы, которыми главный герой теряет свои восемь из девяти жизней; один кадр в день. Трейлер был выпущен 15 марта 2022 года, как и планировалось.
Русскоязычная версия трейлера вышла с озвучкой Всеволода Кузнецова (Кот в сапогах) и Татьяны Шитовой (Киса Мягколапка), однако в итоге в мультфильме Кота в сапогах озвучил Андрей Бибиков, а Кису Мягколапку — Диана Нерсесова.

### На физических носителях
«Кот в сапогах: Последнее желание» вышел на цифровых платформах 6 января 2023 года, через 16 дней после выхода в прокат.
К цифровому релизу «Коллекционного издания», вышедшего 21 февраля, прилагается четырёхминутный короткометражный мультфильм «Кот в сапогах: Трезубец»; на Ultra HD Blu-ray, Blu-ray и DVD «Последнее желание» вышло 28 февраля.
10 марта 2023 года мультфильм стал доступен для просмотра на стриминговом сервисе Peacock, принадлежащем NBCUniversal. В рамках 18-месячного соглашения с Netflix на Peacock мультфильм был доступен четыре месяца по технологии «pay-TV», 13 июля перешёл на Netflix, а спустя десять месяцев, в мае 2024 года, он вернётся на Peacock на последние четыре месяца.

## Приём

### Кассовые сборы
«Кот в сапогах: Последнее желание» собрал $ 186,1 млн в США и Канаде и $ 299,1 млн на территории других стран, в общей сложности собрав $ 485,1 млн по всему миру, став 10-м самый кассовым фильмом 2022 года. По данным Deadline Hollywood, мультфильм принёс $ 120,2 млн чистой прибыли с учётом производственного бюджета, рекламной кампании, зарплат актёрам и прочих расходов; кассовые сборы и доходы от продаж в домашних медиа позволили изданию поместить картину на восьмое место в своём списке «Самых дорогих блокбастеров» 2022 года. К марту 2023 года мультфильм стал «спящим хитом», чему поспособствовали положительная реакция, сарафанное радио и минимум конкуренции в сфере семейного кино.
Ожидалось, что в свой первый пятидневный уик-энд в США и Канаде «Кот в сапогах: Последнее желание» соберёт $ 25—30 млн в 4099 кинотеатрах. В первый день мультфильм собрал $ 3,2 млн, а во второй — $ 2,9 млн. The Hollywood Reporter отметил, что зимний шторм «Эллиот» и угроза триплдемии COVID-19 и вспышки гриппа могут повлиять на сборы в ближайшие дни. По итогам своего дебютного уик-энда мультфильм собрал $12,4 млн, уступив первенство в домашнем прокате фильму «Аватар: Путь воды». Несмотря на не оправдавший ожиданий старт, президент отдела внутренней дистрибуции «Universal» Джим Орр и аналитики верили в то, что мультфильму удастся собрать больше в ближайшие недели при помощи сарафанного радио и начала школьных каникул. Во второй уик-энд сборы «Последнего желания» выросли на 35 % и составили $ 16,8 млн, но уже в третий (первый для мультфильма вне праздничного сезона) обвалились на 19 % и составили $ 13,5 млн. Заработанные в четвёртый и в четырёхдневный уик-энд Мартина Лютера Кинга-младшего (с пятницы по понедельник) помогли мультфильму преодолеть отметку в $ 100 млн в прокате США и Канады. Мультфильм стал 10-м самым кассовым фильмом в домашнем прокате, а его последний сеанс на Родине состоялся 20 апреля 2023 года.

### Отзывы
На сайте-агрегаторе рецензий Rotten Tomatoes мультфильму присвоен рейтинг свежести 95 %  на основе 192 положительных отзывов со средней оценкой 7,6/10. Консенсус сайта гласит: «Прибывший к нам спустя десятилетие после прошлой части, умный, приятный и забавный „Кот в сапогах: Последнее желание“ доказывает, что с годами некоторые франшизы становятся только лучше». На сайте Metacritic, где оценки выставляются на основе среднего арифметического взвешенного, мультфильм имеет 73 балла из 100 на основе 29 рецензий, что соответствует категории «в целом положительные отзывы». Зрители, опрошенные для CinemaScore, дали мультфильму оценку «A» по шкале от A+ до F. Сайт PostTrak сообщил, что 89 % зрителей дали ленте положительную оценку.
Обозреватель IGN Рафаэль Мотамайор оценил мультфильм на 9 из 10 и написал следующее: «„Кот в сапогах: Последнее желание“ совмещает потрясающую анимацию с пронизывающей, на удивление взрослой историей, демонстрируя ответ франшизы „Шрек“ фильму „Логан“, который мы не ждали, но в котором нуждались». Кристи Лемир в своём отзыве для сайта RogerEbert.com написала, что после «бурной завязки» мультфильм «немного провисает в середине и становится понятно, что нас ждёт самый обычный квест». Тем не менее она похвалило то, как в мультфильме «передан посыл о самоотверженности и работе в команде, который не кажется бестактным или приторным», а также работу актёров озвучки и визуальный стиль. Нейт Ричардс из Collider дал картине оценку «A—» и заявил следующее: «В „Коте в сапогах: Последнее желание“ ничто не кажется сделанным „на отвали“, он лишь более чем оправдывает длительное ожидание. Это не только один из лучших мультфильмов уходящего года, но и один из лучших проектов „DreamWorks“, и ему удастся найти отклик у зрителей всех возрастов. Он в равной степени захватывающ и забавен, и вообще не кажется, что он говорит с кем-либо свысока. Сначала „Плохие парни“, а теперь и „Кот в сапогах: последнее желание“, оба дают возможность сказать, что „DreamWorks“ вернулся и (наверное) стал даже лучше, чем когда-либо».
Журналист Variety Питер Дебрюж оставил о мультфильме положительный отзыв, назвав его «лучшим проектом DWA после трилогии „Как приручить дракона“». Максанс Винсент из Loud and Clear оценил мультфильм на четыре звезды из пяти, сказав следующее: «„Кот в сапогах: Последнее желание“ наконец-то даёт мне надежду, что франшиза „Шрек“ ещё не умерла. Мультфильм начинается с одной из самых захватывающих экшн-сцен, увиденных мной за этот год в мультфильмах (и может даже самой захватывающей, я же не собираюсь смотреть другие мультики до конца года), с безупречной музыкой Эйтора Перейры и главным героем (Антонио Бандерас), поющим строчку „герой, что храбро служит миру“ и сражающимся с великаном. Мультфильм притянул меня к себе, и пути назад уже не было». Журналистка IndieWire также оставила положительный отзыв; ей понравился тот факт, что картина «не боится играть с ожиданиями зрителей, рассказывая свободную историю о том, как важно ценить те девять жизней, что у тебя есть». Кинокритик Фрэнк Шек также остался доволен: в своём отзыве для The Hollywood Reporter он назвал мультфильм «более мрачным, но всё ещё чрезвычайно весёлым», пусть он и «запинается, доходя до безумных боевых сцен, которые явно созданы таким образом, чтобы привлечь короткий объём внимания детей». Рецензент также похвалил озвучку от Бандераса и других актёров, заявив, что «слишком часто в озвучку мультфильмов стали звать высокооплачиваемых и сверхквалифицированных актёров, на которых детям (да и большинству взрослых тоже) всё равно. И тем не менее, Бандерас стоит каждой копейки». Уильям Бибиани из TheWrap оставил смешанный отзыв, написав следующее: «В мультфильме есть рабочий юмор, рабочий экшн, но настоящая сенсация — это размышления о неизбежности смерти».
Проблематика мультфильма была удостоена похвалы со стороны критиков и широко обсуждалась. Смерть в картине описывается как живой антагонист, стремящийся забрать у Кота последнюю жизнь. Кот не побеждает Смерть в битве, а вместо этого принимает факт неизбежности смерти, надеется прожить насыщенную жизнь и учится освобождать в ней место для тех, кого он любит. Данная метафора впечатлила критиков своей пронзительностью.

### Награды и номинации
| Премия                                                    | Дата вручения   | Категория                                                        | Номинант (-ы) | Результат | Ист.            |
| --------------------------------------------------------- | --------------- | ---------------------------------------------------------------- | --- | --------- | --------------- |
| «Оскар»                                                   | 12 марта 2023   | «Лучший анимационный полнометражный фильм»                       | Джоэль Кроуфорд и Марк Свифт | Номинация | [ 83 ]          |
| Премия Альянса женщин-киножурналистов                     | 5 января 2023   | «Лучший анимационный фильм»                                      | «Кот в сапогах: Последнее желание»                                                                                                   | Номинация | [ 84 ] [ 85 ]   |
| Премия Альянса женщин-киножурналистов                     | 5 января 2023   | «Лучший женский персонаж в анимации»                             | Сальма Хайек Пино | Номинация | [ 84 ] [ 85 ]   |
| Премия Американской ассоциации монтажёров                 | 5 марта 2023    | «Лучший монтаж анимационного полнометражного фильма»             | Джеймс Райан | Номинация | [ 86 ]          |
| «Энни»                                                    | 25 февраля 2023 | «Лучший анимационный полнометражный фильм»                       | «Кот в сапогах: Последнее желание»                                                                                                   | Номинация | [ 87 ]          |
| «Энни»                                                    | 25 февраля 2023 | «Лучший дизайн персонажей»                                       | Хесус Алонсо Иглесиас | Номинация | [ 87 ]          |
| «Энни»                                                    | 25 февраля 2023 | «Лучший монтаж»                                                  | Джеймс Райан, Жаклин Карамбелас, Наталля Кронемболд, Джо Батлер и Кэти Пэроди                                                        | Победа    | [ 87 ]          |
| «Энни»                                                    | 25 февраля 2023 | «Лучшая работа художника-постановщика»                           | Нейт Регг, Джозеф Файнсильвер, Клэр Кин, Уэйн Тсей и Навин Сильванатан                                                               | Номинация | [ 87 ]          |
| «Энни»                                                    | 25 февраля 2023 | «Лучшая работа художника-раскадровщика»                          | Энтони Холден | Победа    | [ 87 ]          |
| «Энни»                                                    | 25 февраля 2023 | «Лучшая озвучка»                                                 | Вагнер Моура | Номинация | [ 87 ]          |
| Премия Гильдии художников-постановщиков США               | 18 февраля 2023 | «Лучшая работа художника-постановщика в анимационном фильме»     | Нейт Регг | Номинация | [ 88 ]          |
| Artios Awards                                             | 9 марта 2023    | «Анимация»                                                       | Кристи Сопер Хилт | Номинация | [ 89 ]          |
| Премия Британской Академии в области кино                 | 19 февраля 2023 | «Лучший анимационный фильм»                                      | Джоэль Кроуфорд и Марк Свифт | Номинация | [ 90 ]          |
| Премия Cinema Audio Society                               | 4 марта 2023    | «Лучшее сведение звука в анимационном фильме»                    | Кен Гомбос, Джулиан Слейтер, Грег П. Расселл, Алан Мейерсон и Райан Сквайрс                                                          | Номинация | [ 91 ]          |
| «Выбор критиков»                                          | 15 января 2023  | «Лучший анимационный полнометражный фильм»                       | «Кот в сапогах: Последнее желание»                                                                                                   | Номинация | [ 92 ]          |
| Dorian Awards                                             | 23 февраля 2023 | «Анимационный фильм года»                                        | «Кот в сапогах: Последнее желание»                                                                                                   | Номинация | [ 93 ]          |
| Премия Ассоциации кинокритиков Джорджии                   | 13 января 2023  | «Лучший анимационный фильм»                                      | «Кот в сапогах: Последнее желание»                                                                                                   | Номинация | [ 94 ] [ 95 ]   |
| «Золотой глобус»                                          | 10 января 2023  | «Лучший анимационный полнометражный фильм»                       | «Кот в сапогах: Последнее желание»                                                                                                   | Номинация | [ 96 ]          |
| Golden Reel Awards                                        | 26 февраля 2023 | «Лучший звуковой монтаж — полнометражная анимация»               | Джейсон У. Дженнингс, Джулиан Слейтер, Тим Уолстон, Кен Макгилл, Миа Стюарт и Пол Пирола                                             | Номинация | [ 97 ] [ 98 ]   |
| «Золотой трейлер»                                         | 29 июня 2023    | «Лучший ТВ-ролик — анимация / семейный (полнометражный фильм)»   | «Tales of Old» (Inside Job) | Номинация | [ 99 ] [ 100 ]  |
| «Золотой трейлер»                                         | 29 июня 2023    | «Лучший цифровой материал — анимация / семейный»                 | «Most Interesting Cat» (Paradise Creative)                                                                                           | Номинация | [ 99 ] [ 100 ]  |
| «Золотой трейлер»                                         | 29 июня 2023    | «Самая инновационная реклама полнометражного фильма»             | «Hot Ones» (Inside Job) | Победа    | [ 99 ] [ 100 ]  |
| «Золотой трейлер»                                         | 29 июня 2023    | «Лучший трейлер полнометражного анимационного фильма»            | «Pandora’s Box» (Inside Job) | Номинация | [ 99 ] [ 100 ]  |
| Премия Ассоциации кинокритиков Голливуда                  | 24 февраля 2023 | «Лучшее исполнение роли голосом / захватом движения»             | Антонио Бандерас | Номинация | [ 101 ] [ 102 ] |
| Премия Ассоциации кинокритиков Голливуда                  | 24 февраля 2023 | «Лучший анимационный фильм»                                      | «Кот в сапогах: Последнее желание»                                                                                                   | Номинация | [ 101 ] [ 102 ] |
| Hollywood Music in Media Awards                           | 16 ноября 2022  | «Лучшая оригинальная музыка к анимационному фильму»              | Эйтор Перейра | Номинация | [ 103 ]         |
| Премия Голливудской ассоциации профессионалов             | 28 ноября 2023  | «Лучший звук — полнометражный фильм»                             | Джейсон У. Дженнингс, Джулиан Слейтер, Грег П. Расселл, Пол Пирола, Кен Макгилл и Миа Стюарт (Warner Bros. Post Production Services) | Номинация | [ 104 ]         |
| Премия Общества кинокритиков Хьюстона                     | 18 февраля 2023 | «Лучший анимационный полнометражный фильм»                       | «Кот в сапогах: Последнее желание»                                                                                                   | Номинация | [ 105 ] [ 106 ] |
| Премия Лондонского кружка кинокритиков                    | 5 февраля 2023  | «Лучшая британская актриса года»                                 | Оливия Колман | Номинация | [ 107 ] [ 108 ] |
| Премия Лондонского кружка кинокритиков                    | 5 февраля 2023  | «Лучшая британская актриса года»                                 | Флоренс Пью | Победа    | [ 107 ] [ 108 ] |
| Movieguide Awards                                         | 26 февраля 2023 | «Лучшие семейные мультфильмы»                                    | «Кот в сапогах: Последнее желание»                                                                                                   | Победа    | [ 109 ]         |
| Премия NAACP Image                                        | 25 февраля 2023 | «Лучший анимационный фильм»                                      | «Кот в сапогах: Последнее желание»                                                                                                   | Номинация | [ 110 ]         |
| Nickelodeon Kids’ Choice Awards                           | 4 марта 2023    | «Любимый женский голос персонажа мультфильма»                    | Сальма Хайек Пино | Номинация | [ 111 ]         |
| Премия Общества сетевых кинокритиков                      | 23 января 2023  | «Лучший анимационный фильм»                                      | «Кот в сапогах: Последнее желание»                                                                                                   | Номинация | [ 112 ]         |
| Премия организации «Люди за этичное отношение к животным» | 2 марта 2023    | «Лучший анимационный фильм»                                      | «Кот в сапогах: Последнее желание»                                                                                                   | Победа    | [ 113 ]         |
| Премия Гильдии продюсеров США                             | 25 февраля 2023 | «Лучший продюсер анимационного фильма»                           | Марк Свифт | Номинация | [ 114 ] [ 115 ] |
| Премия Общества кинокритиков Сан-Диего                    | 6 января 2023   | «Лучший анимационный фильм»                                      | «Кот в сапогах: Последнее желание»                                                                                                   | Номинация | [ 116 ] [ 117 ] |
| Премия Кружка кинокритиков района залива Сан-Франциско    | 9 января 2023   | «Лучший анимационный полнометражный фильм»                       | «Кот в сапогах: Последнее желание»                                                                                                   | Номинация | [ 118 ] [ 119 ] |
| «Сатурн»                                                  | 4 февраля 2024  | «Лучший анимационный фильм»                                      | «Кот в сапогах: Последнее желание»                                                                                                   | Номинация | [ 120 ] [ 121 ] |
| Премия Общества кинокритиков Сиэтла                       | 17 января 2023  | «Лучший анимационный полнометражный фильм»                       | «Кот в сапогах: Последнее желание»                                                                                                   | Номинация | [ 122 ] [ 123 ] |
| Премия Общества специалистов по визуальным эффектам       | 15 февраля 2023 | «Лучшие симуляции эффектов в анимационном полнометражном фильме» | Дерек Чон, Майкл Ложур, Ким Чин Он и Чинган Хуан                                                                                     | Победа    | [ 124 ]         |

## Комментарии
1. ↑  Прошлых жизней Кот лишился в результате энсьерро, игры в покер с собаками, падения с башни, сожжения заживо во время приготовления печенья, выстрела собой из пушки, падения на него тяжёлой штанги и аллергической реакции на блюдо из морепродуктов.
2. ↑  В результате длительного пребывания в приюте, запах Кота в сапогах был смешан с запахом других кошек, в результате чего Медведи не смогли определить Кота, но смогли определить его могилу.
3. ↑  События продолжатся в фильме «Шрек 5».
4. ↑  В промо-материалах к мультфильму персонажа называют «большим злым волком», хотя в титрах он указан под другим именем и не имеет никакого отношения к одноимённому персонажу из франшизы «Шрек».
5. ↑  Также номинировалась за фильмы «Империя света», «Поездочка[англ.]» и «Скрудж: Рождественская песнь[англ.]».
6. ↑  Также номинировалась за фильмы «Не беспокойся, дорогая» и «Чудо».
7. ↑  Разделил награду с фильмом «Соник 2 в кино».